# Evelyne Tiron
Evelyne Christelle Atticia Tiron (* 21. April 1999) ist eine rumänische Tennisspielerin.

## Karriere
Tiron begann im Alter von vier Jahren mit dem Tennisspielen und bevorzugt Hartplätze. Sie spielt vor allem Turniere auf der ITF Women’s World Tennis Tour, bei denen sie bislang aber noch keinen Titel gewinnen konnte.
2021 erhielt sie Anfang August eine Wildcard für das Hauptfeld im Dameneinzel der Winners Open 2021, ihrem ersten Turnier auf der WTA Tour.

### College Tennis
Tiron spielt für die South Florida Bulls an der University of South Florida.